# Joel Meyerowitz

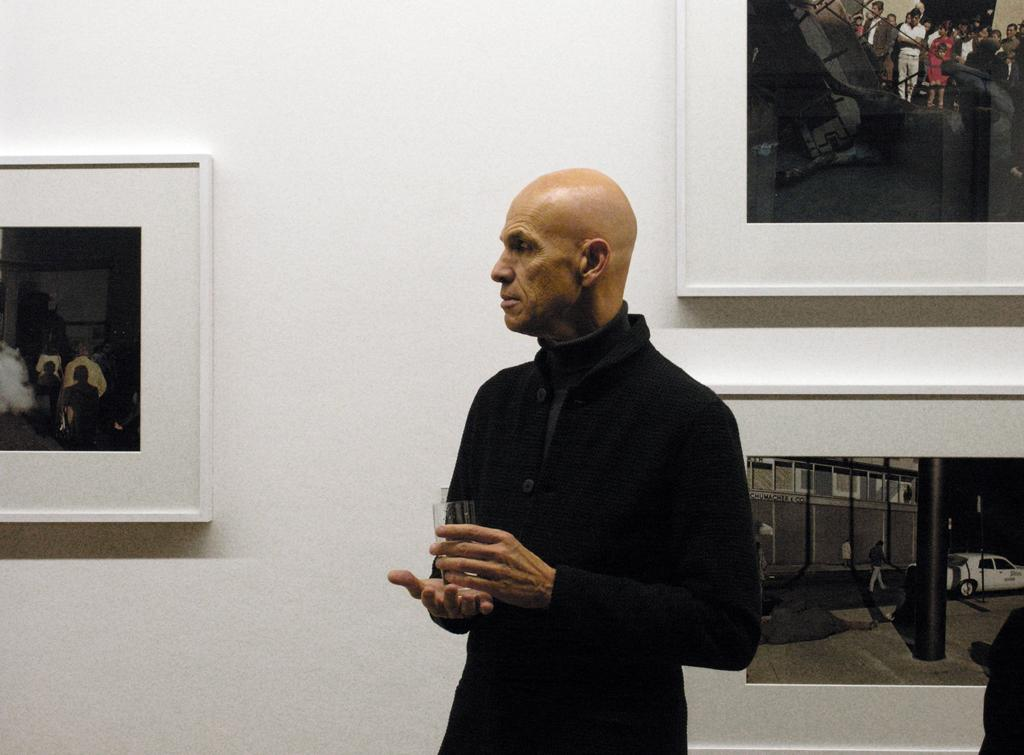
Joel Meyerowitz,
Köln, 27. November 2003

Joel Meyerowitz (* 6. März 1938 in der Bronx, New York) ist ein US-amerikanischer Fotograf.

## Leben
Aus der Werbebranche kommend, begann Meyerowitz 1962 zu fotografieren. Schnell machte er sich einen Namen als Genre-Fotograf, der Straßenszenen in der Tradition eines Henri Cartier-Bresson dokumentierte. Sein Metier war anfänglich die Schwarzweißfotografie, Mitte der 1960er wandte er sich der Farbfotografie zu. Vergleichbar mit William Eggleston oder Stephen Shore ist er einer der Pioniere künstlerischer Farbfotografie. In seinen Farbfotografien wandte sich Meyerowitz auch Themen wie Porträt und Architektur zu.
Sein erstes Buch, Cape Light (1979), widmet sich der Landschaft des Cape Cod.
Meyerowitz betreut heute das Bildarchiv zum 2001 zerstörten World Trade Center in New York.

## Ausstellungen
- 2007: Out of the Ordinary 1970–1980 § Aftermath 2001–2002. Museum der Moderne Salzburg
- 2014: Joel Meyerowitz - Retrospektive. NRW-Forum Düsseldorf, Düsseldorf, kuratiert von Ralph Goertz. Ausstellungskatalog.[1]
  - 2015: Kunst Haus Wien, kuratiert von Verena Kaspar-Eisert. 17. Juli bis 1. November 2015.
- 2017: Joel Meyerowitz. Why Color? Retrospektive. CO Berlin, 9. Dez. 2017 bis 11. März 2018.

## Buchveröffentlichungen
Soweit nicht anders angegeben, sind alle Bücher auf Englisch erschienen.

### Fotobücher und Werkmonografien
- Cape Light: Color Photographs by Joel Meyerowitz. Mit Text von Meyerowitz und Gesprächen mit Bruce K. MacDonald. Museum of Fine Arts/Bulfinch, Boston 1979. ISBN 0-87846-132-9, ISBN 0-87846-131-0.
  - erweiterte Paperbackausgabe: Bulfinch, Boston 2002, ISBN 978-0-8212-2795-4.
  - neu gemasterte Ausgabe: Aperture, New York 2015. ISBN 978-1-59711-339-7.[3]
- St. Louis and the Arch. Vorwort von James N. Wood. Saint Louis Art Museum, New York Graphic Society, New York 1980. ISBN 978-0-8212-1093-2.
- Wild Flowers. New York Graphic Society/Bulfinch, New York/Boston 1983. ISBN 978-0-8212-1528-9.
  - Paberbackpausgabe: 1983. ISBN 978-0-8212-1627-9.
  - Neuausgabe: Super Labo, Tokio 2010.
  - revidierte Neuausgabe: Damiani, Bologna 2021. ISBN 978-88-6208-730-8.
- A Summer's Day. Times Books, New York 1985. ISBN 0-8129-1182-2 (zwei Auflagen).
  - deutsch: Ein Sommertag. Christian, München 1985. ISBN 3-88472-110-0.
- The Arch. New York Graphic Society/Little Brown, New York/Boston 1988. ISBN 978-0-8212-1724-5.
- Redheads. Rizzoli, New York 1991. ISBN 0-8478-1419-X.
  - Neuausgabe: Super Labo, Tokio 2009.
  - erweiterte Neuausgabe: Damiani, Bologna 2022. ISBN 978-88-6208-766-7.
- Creating a Sense of Place. Smithsonian Institution Press, Washington 1990. ISBN 1-56098-004-4.
- Bay/Sky. Bulfinch, Boston 1993. ISBN 0-8212-2037-3.
- George Balanchine's The Nutcracker. Dokumentation von George Balanchines Ballettinszenierung des Nussknackers. Little Brown & Co, Boston 1993. ISBN 978-0-316-56921-7.
- La natura delle città. Bisher unveröffentlichte Aufnahmen aus New York, Sankt Petersburg, Atlanta und Saint Louis, Motta, Mailand 1995 (italienisch).
- At the Water's Edge. Bulfinch, Boston 1996. ISBN 0-8212-2310-0.
- Joel Meyerowitz. Text von Colin Westerbeck, Bildkommentare von Meyerowitz. Phaidon 55s. Phaidon, London/Berlin 2001. ISBN 978-0-7148-4021-5 (deutsche Ausgabe).
  - engl. Neuausgaben: Phaidon, London 2005 und 2014. ISBN 978-0-7148-4509-8, 9780714865959.
- Tuscany: Inside the Light. Sterling/Barnes & Noble, New York 2003. ISBN 1-4027-4321-1.
  - italienische Paperbackausgabe: Città e destino. Edizioni della Meridiana, 2003. ISBN 978-88-87478-47-1.
- Aftermath. Phaidon, London 2006. ISBN 0-7148-4655-4.
  - Aftermath: World Trade Center Archive – 10th Anniversary. Phaidon, London 2011. ISBN 0-7148-6212-6.
- Out of the Ordinary 1970–1980. Ausstellungskatalog, Jeu de Paume, Paris 2006. ISBN 978-2-915704-04-4 (französisch).
- Out of the Ordinary 1970–1980. Ausstellungskatalog, Museum der Moderne Salzburg, Salzburg 2007. ISBN 978-3-901824-31-9 (deutsch).
- Legacy: The Preservation of Wilderness in New York City Parks. Im Auftrag der städtischen Parkverwaltung, Vorwort des Bürgermeisters Michael Bloomberg, Nachwort von Adrian Benepe und einem Essay von Phillip Lopate. Aperture, New York 2009. ISBN 1-59711-122-8.
  - Legacy Box Set. Sonderedition von 250 signierten Kopien mit zwei Büchern und einem Abzug von Meyerowitz in 10″ × 12″ (25,4 × 30,5 cm) im Schuber: Legacy von 2009 und als Erstveröffentlichung „The Hallett“, Aperture, New York 2010. ISBN 978-1-59711-134-8.
- Provence: Lasting Impressions. Mit Maggie Barrett. Print in Rückendeckeltasche. Sterling, 2012. ISBN 978-1-4027-9024-9.
- Taking My Time. Mit Francesco Zanot. Umfassende Retrospektive der 50-jährigen Karriere in zwei Bänden im Schuber, mit über 550, z. T. unveröffentlichten Aufnahmen. Phaidon, 2012. ISBN 978-0-7148-6502-7.
- Contatti. Postcard Edizioni.[4]
- Between the Dog and the Wolf. Super Labo, Kamakura (Jp.) 2013. ISBN 978-4-905052-61-6. Auflage von 500.
- Joel Meyerowitz - Retrospective. Ausstellungskatalog der Retrospektive in Düsseldorf, herausgegeben von Ralph Goertz. Texte von Meyerowitz, Goertz und Jörg Sasse. Walther König/D.A.P., Köln/New York 2014. ISBN 978-3-86335-588-3 (deutsche Ausgabe).
- Glimpse – Photographs from a Moving Car. Super Labo, Tokio 2014. ISBN 978-4-905052-73-9. Auflage von 1000.[5]
- Morandi's Objects. Mit Maggie Barrett, zu Giorgio Morandi. Damiani, Bologna 2016. ISBN 978-88-6208-453-6.
- Cézanne's Objects. Mit Maggie Barrett, zu Paul Cézanne. Damiani, Bologna 2017. ISBN 978-88-6208-564-9.
- Out of the Darkness: Six Months in Andalusia 1966~1967. La Fábrica, Madrid 2018. ISBN 978-84-17048-43-3.
- Where I Find Myself: A Lifetime Retrospective. Begleitender Text von Meyerowitz. Laurence King, London 2018. ISBN 978-1-78627-186-0.
- Provincetown. Aperture, New York 2019. ISBN 978-1-59711-467-7.
- Lizenz zu sehen. Joel Meyerowitz, Meister der Fotografie. Midas, Zürich 2020. ISBN 978-3-03876-175-4.
- A Question of Color. Text von Meyerowitz und Robert Shore. Thames & Hudson, London/New York 2023. ISBN 978-0-500-29789-6.

### Weitere Veröffentlichungen
- Colin Westerbeck, Joel Meyerowitz: Bystander: A History of Street Photography. Monografie über Straßenfotografie. Bulfinch/Thames & Hudson, Boston/London 1994.
  - Neuausgabe: Norton Co, 1999. ISBN 978-0-500-54190-6.
  - Paberbackpausgabe mit neuem Nachwort zur Straßenfotografie seit den 1970ern. Little Brown, Boston 2001. ISBN 978-0-8212-2726-8.
  - Neuausgabe: Laurence King, London 2017. ISBN 978-1-78627-066-5.
- Paul Strand: The Gardens of Orgeval. Bildauswahl und begleitender Text von Meyerowitz. Aperture, New York 2012. ISBN 978-1-59711-124-9.
- Pictures from Moving Cars. Fotografien von Meyerowitz, Daido Moriyama und John Divola, Abad, 2013.[6]
- Colin Westerbeck: Vivian Maier: The Color Work. Vorwort von Joel Meyerowitz. Harper Collins, New York 2014. ISBN 978-0-06-279557-1.
  - Vivian Maier: Die Farbphotographien. Schirmer/Mosel, München 2018. ISBN 978-3-8296-0862-6.
- Seeing Things. A Kid's Guide to Looking at Photographs. Aperture, New York, 2016. ISBN 978-1-59711-315-1.
- Joel Meyerowitz: How I Make Photographs. Masters of Photography. Laurence King, London 2020. ISBN 978-1-78627-580-6.
- The Pleasure of Seeing. Conversations with Joel Meyerowitz on Sixty Years in the Life of Photography. Damiani, Bologna 2023. ISBN 978-88-6208-793-3.

## Dokumentarfilme
- Hy's Gift. ABC/Nightline Segment, ausgestrahlt am 26. November 1996.
- POP. 1998.

## Dokumentarfilme über Meyerowitz
- Michael Engler: Zeitgenössische Fotografie in Amerika. Filmische Werkstattgespräche über eine Kunstform unserer Zeit mit Lisette Model, Harry Callahan, Robert Frank, Garry Winogrand, Meyerowitz, Stephen Shore, Ralph Gibson, Duane Michaels, Mark Cohen und John Szarkowski. 16 mm, Farbe, PAL, 52 Min, 1982 (Prädikat „besonders wertvoll“). DVD, Michael Engler, Hamburg 2006.[7]
- Ralph Goertz: Joel Meyerowitz - Sense of Time. Dokumentarfilm begleitend zur Retrospektive in Düsseldorf, 60 min., Buchhandlung König, Köln 2014.

## Auszeichnungen
- 1970, 1978: Guggenheim-Stipendium
- 2006/2007: Deutscher Fotobuchpreis für „Aftermath: World Trade Center Archive“